# Ettore Manni
Pour les articles homonymes, voir Manni (homonymie).
Ettore Manni, né le 6 mai 1927 à Rome et mort le 27 juillet 1979 dans la même ville, est un acteur italien.

## Biographie
Manni fit ses débuts au cinéma en 1952, grâce à Luigi Comencini qui recherchait un acteur inexpérimenté pour interpréter le premier rôle de La Traite des Blanches. Désormais célèbre, Manni décida d'interrompre ses études pour multiplier les rôles à l'écran mais, abonné aux westerns spaghetti et aux péplums italiens, sa popularité commençait à s'estomper dans les années 1960. Il continuait néanmoins d'être appelé pour les productions à gros budget, comme les films de Delmer Daves et Tony Richardson. Sa dernière interprétation est celle de «  Xavier Katzone » dans La Cité des femmes de Federico Fellini.

## Vie privée
Ettore Manni était marié à l'actrice Mireille Granelli, qu'il avait rencontrée sur le tournage du film La Terreur des Kirghiz. Ils ont eu une fille, Alessia.
Après leur divorce, Manni a entamé une relation  avec Krista Nell, jusqu'à la mort de celle-ci d'une leucémie en 1975.

## Décès
Après la mort de Krista Nell, Manni a connu la dépression. Il est décédé le 27 juillet 1979, à l'âge de 52 ans, à son domicile de Rome, des suites d'une hémorragie causée par une blessure par balle à la cuisse en manipulant une arme à feu. On ignore si la blessure était accidentelle ou auto-infligée .

## Filmographie partielle
- 1952 : La Traite des Blanches (La tratta delle bianche), de Luigi Comencini : Carlo Sozzosi
- 1952 : Les Trois Corsaires (I tre corsari), de Mario Soldati : Enrico di Ventimiglia
- 1952 : Fratelli d'Italia (it), de Fausto Saraceni (it) : Nazario Sauro
- 1953 : Duel en Sicile (Cavalleria rusticana) de Carmine Gallone : Turiddu
- 1953 : La Louve de Calabre (La lupa), de Alberto Lattuada : Nanni Lasca
- 1953 : Le Navire des filles perdues (La nave delle donne maledette), de Raffaello Matarazzo : Da Silva
- 1954 : Deux Nuits avec Cléopâtre (Due notti con Cleopatra), de Mario Mattoli : Marcantonio
- 1954 : Attila, fléau de Dieu (Attila, il flagello di Dio) de Pietro Francisci : Bleda
- 1954 : Torpilles humaines (Siluri umani) d’Antonio Leonviola et Carlo Lizzani (non crédité) : Marco
- 1954 : Divisione Folgore, de Duilio Coletti : le capitaine Martini
- 1955 : Bella non piangere (it), de David Carbonari (it) : Enrico Toti
- 1955 : Femmes entre elles (Le amiche) de Michelangelo Antonioni : Carlo
- 1955 : L'Hôtel du rendez-vous (Tua per la vita) de Sergio Grieco : Marco Vetti
- 1955 : Yalis, la vergine del Roncador (it), de Francesco De Robertis : Glauco
- 1956 : Femmes seules (Donne sole) de Vittorio Sala : Giulio
- 1956 : Pauvres mais beaux (Poveri ma belli) de Dino Risi : Ugo
- 1957 : Dimentica il mio passato, d’Eduardo Manzanos : Juan
- 1957 : Addio sogni di gloria (it), de Giuseppe Vari : Marcello Roveda
- 1957 : Il ricatto di un padre (it), de Giuseppe Vari : Paolo Mari
- 1957 : Susanna tutta panna, de Steno : (non crédité)
- 1957 : Marisa, de Mauro Bolognini : Luigi
- 1958 : Addio per sempre (it) de Mario Costa : Salvatore Improta
- 1959 : Les Légions de Cléopâtre (Le Legioni di Cleopatra), de Vittorio Cottafavi : Curridio
- 1960 : La Révolte des esclaves (La rivolta degli schiavi) de Nunzio Malasomma
- 1960 : Austerlitz d'Abel Gance : Joachim Murat
- 1961 : Hercule à la conquête de l'Atlantide (Ercole Alla Conquista Di Atlantide) de Vittorio Cottafavi
- 1962 : Alerte sur le Vaillant (The Valiant) de Roy Ward Baker
- 1962 : Le Cheik rouge (Lo sceicco rosso) de Fernando Cerchio
- 1963 : L'Or des Césars (Oro per i Cesari) d'André de Toth et Sabatino Ciuffini
- 1963 : Le Jour le plus court (Il giorno più corto) de Sergio Corbucci
- 1964 : Les Géants de Rome (I giganti di Roma) d'Antonio Margheriti
- 1964 : La Terreur des Kirghiz (Ursus, Il Terrore dei Kirghisi) d'Anthony Dawson
- 1965 : La Bataille de la Villa Fiorita (The Battle of the villa Fiorita) de Delmer Daves
- 1966 : Mademoiselle de Tony Richardson
- 1966 : Ringo au pistolet d'or (Johnny Oro) de Sergio Corbucci
- 1967 : Sept hommes et une garce de Bernard Borderie avec Jean Marais
- 1967 : Un homme, un cheval et un pistolet (Un uomo, un cavallo, una pistola) de Luigi Vanzi
- 1967 : Indomptable Angélique de Bernard Borderie
- 1968 : Angélique et le sultan de Bernard Borderie
- 1969 : La Bataille d'El Alamein de Giorgio Ferroni
- 1970 : Moi, la femme (Noi donne siamo fatte così) de Dino Risi
- 1970 : Sartana le redoutable (Inginocchiati straniero... I cadaveri non fanno ombra!) de Demofilo Fidani : Barrett/Billy Ring
- 1972 : Caresses à domicile (A.A.A. Massaggiatrice bella presenza offresi...) de Demofilo Fidani
- 1973 : Chino (Valdez, il mezzosangue) de John Sturges et Duilio Coletti
- 1973 : Piège pour un tueur (Si può essere piu bastardi dell'ispettore Cliff ?) de Massimo Dallamano
- 1973 : Les Grands Fusils (Tony Arzenta), de Duccio Tessari
- 1974 : Cani arrabbiati de Mario Bava
- 1975 : La Pécheresse (La peccatrice), réalisé par Pier Ludovico Pavoni
- 1975 : ...a tutte le auto della polizia... de Mario Caiano
- 1976 : MKS... 118 (Poliziotti violenti) de Michele Massimo Tarantini
- 1977 : Au nom du pape roi (In nome del papa re) de Luigi Magni
- 1977 : Antigang (La malavita attacca... la polizia risponde!) de Mario Caiano
- 1978 : Selle d'argent (Sella d'argento) de Lucio Fulci
- 1978 : Il commissario di ferro de Stelvio Massi
- 1979 : Il malato immaginario de Tonino Cervi
- 1979 : Un uomo in ginocchio de Damiano Damiani
- 1980 : La Cité des femmes (La città delle donne) de Federico Fellini

## Filmographie «péplum»
- 1953 : Deux Nuits avec Cléopâtre (Due notti con Cleopatra) de Mario Mattoli
- 1954 : Attila, fléau de Dieu (Attila, il flagello di Dio) de Pietro Francisci
- 1958 : La Révolte des gladiateurs (La rivolta dei gladiatori) de Vittorio Cottafavi
- 1959 : Le Roi cruel (Erode il grande) de Victor Tourjanski
- 1960 : La Vallée des pharaons (Il sepolcro dei re) de Fernando Cerchio
- 1960 : Les Légions de Cléopâtre (Le legioni di Cleopatra) de Vittorio Cottafavi
- 1960 : La Révolte des esclaves (La rivolta degli schiavi) de Nunzio Malasomma
- 1961 : Les Vierges de Rome (Le vergini di Roma) de Carlo Ludovico Bragaglia et Vittorio Cottafavi : Horatius Coclès
- 1961 : Hercule à la conquête de l'Atlantide (Ercole alla conquista di Atlantide) de Vittorio Cottafavi
- 1962 : La Fille des Tartares (Ursus e la ragazza Tartara) de Remigio Del Grosso (it)
- 1963 : L'Or des Césars (Oro per i Cesari) d'André de Toth et Sabatino Ciuffini (de)
- 1964 : La Terreur des Kirghiz (Ursus, il terrore dei kirghisi) d'Antonio Margheriti
- 1964 : Rome contre Rome (Roma contro Roma) de Giuseppe Vari
- 1971 : La Salamandre du désert (La salamandra del deserto)	de Riccardo Freda